# Гоглідзе Віктор Арсентійович
Віктор Арсентійович (Арсенович) Гоглідзе (груз. გოგლიძე ვიქტორ არსენის ძე; 27 листопада 1905, станція Урсатьєвська в Ташкентській області, нині станція Хаваст Сирдар'їнської області Республіки Узбекистан — 22 вересня 1964, Тбілісі) — видатний грузинський шахіст, міжнародний майстер (1950), заслужений майстер спорту СРСР (1941), та відмінник фізичної культури (1948).  У 1956 році отримав звання судді всесоюзної категорії.
Віктор був братом Сергія Арсентійовича Гоглідзе, керівного працівника радянських органів державної безпеки, а також батьком талановитої піаністки Марини Мдівані.

## Біографія
Віктор Арсентійович Гоглідзе закінчив Грузинський технічний університет, отримавши спеціальність інженера. У 1930 році він став першим майстром із шахів у Грузії та представляв товариство «Динамо».
Гоглідзе був засновником і директором першої дитячої шахової школи в Тбілісі, відкритої у 1957 році. Протягом 1936-1953 років він обіймав посаду президента шахової федерації Грузії. Як автор низки книг і статей з шахів, він зробив значний внесок у розвиток цієї гри в країні.

## Основні спортивні результати
| Рік  | Місто              | Турнір                                                                      | +  | −  | =  | Результат | Місце |
| ---- | ------------------ | --------------------------------------------------------------------------- | -- | -- | -- | --------- | ----- |
| 1925 | Тифліс             | Першість Тифліса                                                            |    |    |    |           | 1     |
| 1926 | Тифліс             | Першість Тифліса                                                            | 12 | 2  | 1  | 12½ з 15  | 2     |
| 1927 | Тифліс             | Першість Тифліса                                                            | 12 | 2  | 1  | 12½ з 15  | 2     |
| 1928 | Тифліс             | Першість Тифліса                                                            | 6  | 2  | 1  | 6½ з 9    | 2-3   |
|      | Тифліс             | Чемпіонат Грузинської РСР                                                   |    |    |    |           | 1     |
|      | Тифліс             | Чемпіонат ЗРФСР                                                             |    |    |    |           |       |
|      | Тифліс             | Матч з Миколою Григор'євим (кваліфікаційний, на звання майстра)             | 4  | 5  | 1  | 4½ : 5½   |       |
| 1929 | Одеса              | 6-й чемпіонат СРСР (чвертьфінальна група № 3)                               | 2  | 3  | 3  | 3½ з 8    | 5     |
|      | Баку               | Матч Баку — Тифліс (2-га шахівниця, проти Михайла Макогонова)               | 0  | 0  | 2  | 1 з 2     |       |
| 1930 | Тифліс             | Першість Тифліса                                                            |    |    |    |           | 1     |
|      | Тифліс             | Турнір майстрів Української РСР, Узбецької РСР і Закавказзя                 |    |    |    |           | 2     |
|      | Тифліс             | Матч з Володимиром Ненароковим (кваліфікаційний, за звання майстра)         | 6  | 3  | 2  | 7 : 4     |       |
| 1931 | Москва             | Півфінал 7-го чемпіонату СРСР                                               |    |    |    |           |       |
|      | Москва             | 7-й чемпіонат СРСР                                                          | 3  | 8  | 6  | 6 з 17    | 15    |
| 1932 | Тифліс             | Першість Тифліса                                                            |    |    |    |           | 1     |
| 1933 | Ленінград          | 8-й чемпіонат СРСР                                                          | 5  | 10 | 4  | 7 з 19    | 16—17 |
|      | Тифліс             | Чемпіонат ЗРФСР                                                             | 5  | 2  | 3  | 6½ з 10   | 3     |
|      | Тифліс             | Турнір майстрів                                                             |    |    |    |           | 1—2   |
| 1934 | Тифліс             | Турнір майстрів за участю Ганса Кмоха (відбірковий до 9-го чемпіонату СРСР) |    |    |    | 9½ з 13   | 1     |
| 1935 | Москва             | 2-й Московський міжнародний турнір                                          | 4  | 4  | 11 | 9½ з 19   | 11—14 |
| 1936 | Ленінград          | Турнір молодих майстрів                                                     | 0  | 7  | 7  | 3½ з 14   | 8     |
| 1937 | Тбілісі            | Першість Тбілісі                                                            | 4  | 2  | 7  | 7½ з 13   | 5—6   |
|      | Тбілісі            | 10-й чемпіонат СРСР                                                         | 5  | 2  | 12 | 11 з 19   | 5—7   |
| 1939 | Ленінград — Москва | «Тренувальний» міжнародний турнір                                           | 3  | 5  | 9  | 7½ з 17   | 14    |
| 1941 | Тбілісі            | Чемпіонат Грузинської РСР                                                   |    |    |    | 13½ з 19  | 4     |
| 1954 | Рига               | Командна першість СРСР                                                      | 2  | 2  | 6  | 5 з 10    |       |
| 1955 | Ленінград          | Чвертьфінал 23-го чемпіонату СРСР                                           |    |    |    |           |       |
|      | Тбілісі            | Чемпіонат Грузинської РСР                                                   |    |    |    |           |       |
| 1957 | Тбілісі            | Матч Тбілісі — Ростов-на-Дону (проти Сапрохіна)                             | 1  |    |    |           |       |
| 1959 | Москва             | II Спартакіада народів СРСР                                                 |    |    |    |           |       |

## Книги (російською мовою)
- Избранные партии (1926—1941 гг.). — Тбилиси: Заря Востока, 1949. — 108 с. 10 000 экз.